# Echinogorgia multispinosa
Echinogorgia multispinosa is een zachte koraalsoort uit de familie Plexauridae. De koraalsoort komt uit het geslacht Echinogorgia. Echinogorgia multispinosa werd in 1905 voor het eerst wetenschappelijk beschreven door Thomson & Henderson. 